# 上五樓的快活
《上五樓的快活》是香港歌手陳奕迅的國語專輯，於2009年9月23日發行。由於在此次錄製的過程中，香港和台灣的錄音室均在五樓，因此而得名。
次年，陳奕迅憑藉此專輯於台灣第21屆金曲獎第6度入圍最佳國語男歌手獎。更成功進入決選最後一輪，最後以3票之差敗給首度獲獎的陶喆《69樂章》。評審在得獎名單公布後透露，認為陳奕迅敗在「沒完全展現演唱實力」和「假音處理令人失望」等。

## 專輯簡介
本專輯收錄了陳奕迅演唱的首支台語歌曲《我甲你》（由亂彈樂團的主唱阿翔創作）和第二首英文單曲《Nothing Ever Happened》；另外還邀請了諸多創作歌手寫歌。同時陳奕迅本人也創作了新歌《給你》。而《在你身邊》則是2010年上海世界博覽會志願者主題曲。

## 曲目
由於本專輯在各地區發行了不同的版本，歌曲順序略有不同，以下僅代表在台灣、香港發行版本的曲目順序。
| 次序 | 歌名                  | 作曲     | 填詞     | 編曲                                     | 監製           | 備註                              |
| ---- | --------------------- | -------- | -------- | ---------------------------------------- | -------------- | --------------------------------- |
| 01   | 在你身邊              | 張亞東   | 陳少琪   | Terence Teo                              | 張亞東、陳少琪 | 2010 年上海世界博覽會志願者主題曲 |
| 02   | 這樣的一個麻煩        | 吳青峰   | 吳青峰   | 李守信、金木義則、梁介洋、黃冠豪、石博元 | 林暐哲         |                                   |
| 03   | 多少                  | 蔡健雅   | 蔡健雅   | 李守信、金木義則、梁介洋、黃冠豪、石博元 | 林暐哲         |                                   |
| 04   | Nothing Ever Happened | 林暐哲   | 林嘉欣   | 林暐哲、李守信、金木義則、石博元         | 林暐哲         |                                   |
| 05   | 你為什麼哭了呢        | 范曉萱   | 王小苗   | 李守信、金木義則、梁介洋、黃冠豪、石博元 | 林暐哲         |                                   |
| 06   | 謀情害命              | 吳青峰   | 黃偉文   | 李守信、金木義則、梁介洋、黃冠豪、石博元 | 林暐哲         |                                   |
| 07   | 我甲你 (台語)         | 亂彈阿翔 | 亂彈阿翔 | 李守信、金木義則、梁介洋、黃冠豪、石博元 | 林暐哲         |                                   |
| 08   | 心的距離              | 小安     | 小安     | 李守信、金木義則、梁介洋、黃冠豪、石博元 | 林暐哲         |                                   |
| 09   | 床頭燈                | 李雨寰   | 葛大為   | 李守信、金木義則、梁介洋、黃冠豪、石博元 | 林暐哲         |                                   |
| 10   | 給你                  | 陳奕迅   | 李焯雄   | 黃冠豪                                   | 林暐哲         |                                   |
| 11   | 從何說起              | 李海鷹   | 林夕     | 洪信傑                                   | 李海鷹         | 電視劇《我的三十年》主題曲        |

### 音樂錄像
| 曲目次序 | 歌名           | 導演   | 首發日期       | 首發平台 | 連結                              |
| -------- | -------------- | ------ | -------------- | -------- | --------------------------------- |
| 01       | 在你身邊       | -      | -              | -        | -                                 |
| 02       | 這樣的一個麻煩 | 陳映之 | 2009年9月30日  | Youtube  | Youtube連結（页面存档备份，存于） |
| 03       | 多少           | 陳勇秀 | 2009年10月30日 | Youtube  | Youtube連結（页面存档备份，存于） |
| 07       | 我甲你         | 馬宜中 | 2009年10月15日 | Youtube  | Youtube連結（页面存档备份，存于） |
| 08       | 心的距離       | 林錦和 | 2009年10月15日 | Youtube  | Youtube連結（页面存档备份，存于） |
| 10       | 給你           | 馬宜中 | 2009年9月9日   | Youtube  | Youtube連結（页面存档备份，存于） |
| 11       | 從何說起       | -      | -              | -        | -                                 |

## 大眾迴響及銷售情況
在台灣，本專輯曾登上G-Music 風雲榜 (華語榜)共八週，最高排行第5位。

## 獎項或提名

### 個人獎項
- 台灣：第二十一屆金曲獎 - 最佳國語男歌手獎（提名）
- 中國：華語金曲獎2010 - 最佳國語男歌手（提名）
- 新加坡：第十六屆新加坡金曲獎－最佳演繹男歌手（提名）

### 專輯《上五樓的快活》
- 中國：2009 華語金曲獎 - 十大國語專輯（第五位）
- 中國：華語金曲獎2010 - 年度最佳國語專輯（提名）
- 中國：2010華語金曲獎十大華語唱片
- 新加坡：新加坡 e 樂 大賞2010 - e樂最佳年度專輯

### 歌曲《這樣的一個麻煩》
- 台灣：第二十一屆金曲獎 - 最佳音樂錄影帶獎（提名）

### 歌曲《多少》
- 新加坡：第十六屆新加坡金曲獎－最佳本地作曲（提名）

### 歌曲《床頭燈》
- 台灣：2009中華音樂人交流協會－年度十大單曲
- 中國：2009年度北京中國流行歌曲排行榜 - 年度金曲

### 歌曲《給你》
- 新加坡：新加坡 e 樂 大賞2010 全球流行音樂金榜 - 推崇歌曲
- 新加坡：新加坡 e 樂 大賞2010 - e樂最佳作曲（海外）

## 外部連結
- 《上五樓的快活》環球專頁（页面存档备份，存于）
- 台灣G-Music 風雲榜 (華語榜)（页面存档备份，存于）